# Pamela Gidley
Pamela Gidley (Methuen, Massachusetts, 1965. június 11. – Seabrook, New Hampshire, 2018. április 16.) amerikai modell, színésznő.

## Élet és pályafutása
Methuenben született szülei harmadik gyermekeként. Miután a középiskolát elvégezte, New Yorkba költözött, ahol Manhattan utcáin egy modellügynök felfedezte és Gidley modellként kezdett dolgozni. 
1985. március 12-én Sydneyben, Ausztráliában megnyerte a Wilhemina Modeling Agency világ legszebb lánya címét. Gidley a New York-i színművészeti akadémián színjátszás tanult Stella Adler stúdiójában. Los Angelesbe költözött, és színésznőként kezdett dolgozni. 1986-ban vállalta első filmszerepét a Gördeszkás Love Story című romantikus vígjátékban, azóta számos TV és mozifilmben szerepelt, egészen 2006-ig, amikor visszavonult a filmezéstől. 
2005-ben hozzáment James Lew színészhez, de házasságuk nem tartott sokáig, 2008-ban elváltak. 
Gidley 2018. április 18-án, saját házában hunyt el a New Hampshire-i Seabrookban.

## Filmográfia

### Film
| Év   | Magyar cím                    | Eredeti cím                                                            | Szerep                         | Magyar hang   |
| ---- | ----------------------------- | ---------------------------------------------------------------------- | ------------------------------ | ------------- |
| 1986 | Gördeszkás Love Story         | Thrashin’                                                              | Chrissy                        | Csellár Réka  |
| 1986 | Gördeszkás Love Story         | Thrashin’                                                              | Chrissy                        | Molnár Ilona  |
| 1987 | Jampecek                      | Dudes                                                                  | Elyse                          | Dudás Eszter  |
| 1987 | Cherry 2000                   | Cherry 2000                                                            | Cherry 2000                    | Rák Kati      |
| 1987 | Cherry 2000                   | Cherry 2000                                                            | Cherry 2000                    | Törtei Tünde  |
| 1988 | Kék iguána                    | Blue Iguana                                                            | Dakota                         |               |
| 1988 |                               | Permanent Record                                                       | Kim                            |               |
| 1990 | A kék kopó                    | The Last of the Finest                                                 | Haley                          |               |
| 1990 |                               | Disturbed                                                              | Sandy Ramirez                  |               |
| 1991 | Szédítő végzet                | Liebestraum                                                            | Jane Kessler                   |               |
| 1991 | Út a pokolba                  | Highway to Hell                                                        | Clara                          | Dudás Eszter  |
| 1992 | Twin Peaks – Tűz, jöjj velem! | Twin Peaks: Fire Walk with Me                                          | Teresa Banks                   |               |
| 1992 |                               | Love Is Like That                                                      | Eloise                         |               |
| 1993 |                               | Paper Hearts                                                           | Samantha                       |               |
| 1994 | Szabadesés                    | Freefall                                                               | Katy Mazur                     | Kovács Nóra   |
| 1994 | Mi a f... van                 | S.F.W.                                                                 | Janet Streeter                 | Für Anikó     |
| 1994 | Mi a f... van                 | S.F.W.                                                                 | Janet Streeter                 | Zakariás Éva  |
| 1994 | Terror a yachton              | The Crew                                                               | Jennifer Pierce                |               |
| 1996 | Olyan, mint a halál           | The Little Death                                                       | Kelly Hannon                   |               |
| 1996 |                               | Kiss & Tell                                                            | Beta Carotene                  |               |
| 1997 |                               | The Maze                                                               | Bertha                         |               |
| 1997 |                               | Aberration                                                             | Amy Harding / Alex Langdon     |               |
| 1997 | Bombasztori                   | Bombshell                                                              | Melinda Clark                  |               |
| 1997 |                               | Scratch the Surface (dokumentumfilm)                                   | önmaga                         |               |
| 1998 | Maffia!                       | Mafia!                                                                 | Pepper Gianini                 | Tóth Auguszta |
| 1998 | Kéjek háza                    | The Treat                                                              | Dolly                          |               |
| 1999 |                               | Liar's Poker                                                           | Linda                          |               |
| 2000 |                               | The Little Vampire                                                     | Dottie Thompson                |               |
| 2001 |                               | Puzzled                                                                | Susan                          |               |
| 2001 | Egy lehetetlen ügy            | True Blue                                                              | Beck                           |               |
| 2002 |                               | Luster                                                                 | Alyssa                         |               |
| 2002 | Mint a szélvész               | Landspeed                                                              | Linda Fincher                  | Pápai Erika   |
| 2005 |                               | Cake Boy                                                               | Becky                          |               |
| 2014 |                               | Twin Peaks: The Missing Pieces                                         | Teresa Banks (archív felvétel) |               |
| 2014 |                               | Moving Through Time: Fire Walk with Me Memories (dokumentum-rövidfilm) | önmaga                         |               |

### Televízió
| Év        | Magyar cím          | Eredeti cím                    | Szerep                  | Megjegyzések |
| --------- | ------------------- | ------------------------------ | ----------------------- | ------------ |
| 1986      | MacGyver            | MacGyver                       | Gina                    | 1 epizód     |
| 1987      |                     | Crime Story                    | Teddi Butler            | 1 epizód     |
| 1987–1988 |                     | Tour of Duty                   | Nikki Raines hadnagy    | 2 epizód     |
| 1988      |                     | Glory Days                     | Diane                   | tévéfilm     |
| 1990      |                     | Blue Bayou                     | Deanie Fortenot Serulla | tévéfilm     |
| 1992      |                     | Angel Street                   | Dorothy Paretsky        | tévéfilm     |
| 1992      |                     | Angel Street                   | Dorothy Paretsky        | 8 epizód     |
| 1995–1996 |                     | Strange Luck                   | Audrey Westin           | 17 epizód    |
| 1997–2000 | A Kaméleon          | The Pretender                  | Brigitte                | 17 epizód    |
| 1998      |                     | Man Made                       | Kitty                   | tévéfilm     |
| 2000      |                     | Goodbye Casanova               | Hilly                   | tévéfilm     |
| 2000–2002 | CSI: A helyszínelők | CSI: Crime Scene Investigation | Teri Miller             | 5 epizód     |
| 2003–2004 |                     | Skin                           | Barbara Goldman         | 6 epizód     |
| 2006      | A főnök             | Closer                         | Annalisa Mundy          | 1 epizód     |

## Fordítás
- Ez a szócikk részben vagy egészben  a   Pamela Gidley című angol Wikipédia-szócikk fordításán alapul.  Az eredeti cikk szerkesztőit annak laptörténete sorolja fel. Ez a jelzés csupán a megfogalmazás eredetét és a szerzői jogokat jelzi, nem szolgál a cikkben szereplő információk forrásmegjelöléseként.